# Swertia richardii
Swertia richardii är en gentianaväxtart som beskrevs av Adolf Engler. Swertia richardii ingår i släktet Swertia och familjen gentianaväxter. Inga underarter finns listade i Catalogue of Life.